# 羅彩玲
羅彩玲（洋名：Vivian，人稱：嫩版朱茵，1993年8月9日—），香港少女模特兒，女子組合「Mi55」的成員之一；其中學時就讀於廖寶珊紀念書院。分別曾與城中富豪林建名的兒子林孝信、模特兒公司老闆向展邦和周秀娜前度男友陳偉成傳過緋聞。

## 拍攝寫真
羅彩玲與2011中國小姐香港區總決賽冠軍曾淑雅在尖沙咀碼頭拍攝寫真集，二人將於香港書展期間推出個人寫真集。當日她們以“濕身、三點式、牛奶浴”為寫真主題，身穿三點式泳衣，在尖沙咀碼頭及遊艇上擺出各種性感甫士拍攝。

## 演出

### 電影
- 2011年：《猛鬼愛情故事》飾 CoCo
- 2012年：《爛賭夫鬥爛賭妻》飾 婚禮姊妹
- 2013年：《重口味之有殺有賠》飾 Macy
- 2013年：《超級經理人》飾 Inda
- 2014年：《喜愛夜蒲3》
- 2015年：《碟仙碟仙》飾 小翠
- 2016年：《PG戀愛指引》飾 Sammy

### 網絡電影
- 2016年：《荒島屍變》

### 電視節目
- 2017年：ViuTV《Girls' Talk》主持
- 2017年：ViuTV《交換旅遊日記》參加者
- 2020年：ViuTV《玩·謝我阿婆》主持

### 寫真集
- 2012年：《Our First》

### 電視劇
- 2018年：《身後事務所》飾 Vivian

## 外部連結
- 羅彩玲拒接裸戲 欲轉行做空姐 （页面存档备份，存于）《東周網》598期 Book B
- Facebook
- 羅彩玲的Instagram帳戶
- 羅彩玲在香港影庫上的簡介
- 微博